# Boca a Boca
Boca a Boca é uma série de televisão brasileira de drama, criada por Esmir Filho e lançada no dia 17 de julho de 2020 na Netflix.

## Sinopse
Em uma cidade pecuarista do interior, adolescentes entram em pânico quando são ameaçados por um surto epidêmico causado por uma infecção contagiosa transmitida pelo beijo. Em uma trama contemporânea e misteriosa, a série retrata os desejos de uma juventude conectada em uma realidade física repleta de medo e desconfiança.

## Elenco
| Ator/Atriz      | Personagem              |
| --------------- | ----------------------- |
| Caio Horowicz   | Alex Nero               |
| Michel Joelsas  | Francisco Malta (Chico) |
| Iza Moreira     | Franciele Viga (Fran)   |
| Thomás Aquino   | Maurílio                |
| Esther Tinman   | Manuela Araújo (Manu)   |
| Luana Nastas    | Isabel Lima Alves (Bel) |
| Bruno Garcia    | Doni Nero               |
| Bianca Byington | Carminha Nero           |
| Flávio Tolezani | Tomás Malta             |
| Grace Passô     | Dalva Viga              |
| Denise Fraga    | Guiomar Araújo          |
| Júlia Feldens   | Theresa Lima Alves      |
| André Garolli   | Oscar Lima Alves        |
| Bella Camero    | Bianca Nero             |
| Kevin Vechiatto | Joaquim Malta (Quim)    |

### Recorrente
| Ator/Atriz        | Personagem |
| ----------------- | ---------- |
| Ana Kutner        | Lia Malta  |
| César Mello       | Dr. Tadeu  |
| Augusto Trainotti | Guilherme  |
| Luana Camaleão    | Marina     |
| Olívia de Sá      | Nanda      |
| Fábio Herford     | Edgar      |
| Léo Zanchin       | Caio       |
| Daniel Paulin     | Jefferson  |
| Fernanda Viacava  | Maristela  |
| Max Civita        | Neto       |
| Miguel Pavoski    | Leitinho   |
| Georgia Young-Lee | Raíssa     |
| Sofia Jesion      | Renata     |
| Isabela Menezes   | Jaque      |

## Episódios
| N.º | Título                        | Dirigido por  | Escrito por                   | Lançamento          |
| --- | ----------------------------- | ------------- | ----------------------------- | ------------------- |
| 1 | "te peguei!"                  | Esmir Filho   | Esmir Filho & Thais Guisasola | 17 de julho de 2020 |
| Os amigos de Bel ficam assustados quando ela pega uma estranha doença depois de uma noite alucinante com muita dança, drogas e beijos.                         |                               |               |                               |                     |
| 2 | "sextou/ segundou"            | Esmir Filho   | Esmir Filho & Juliana Soares  | 17 de julho de 2020 |
| Bel piora e seus amigos mapeiam todos que se beijaram na festa. Chico e Alex vão atrás de romances secretos. Fran se preocupa com a saúde da mãe.              |                               |               |                               |                     |
| 3 | "é fácil quando não te afeta" | Esmir Filho   | Esmir Filho & Marcelo Marchi  | 17 de julho de 2020 |
| O enterro de Bel causa um impasse, e um mapa do beijo viraliza nas redes sociais. Mais estudantes apresentam os sintomas, afetando cada vez mais a comunidade. |                               |               |                               |                     |
| 4 | "a fim de real?"              | Esmir Filho   | Esmir Filho & Thais Guisasola | 17 de julho de 2020 |
| Fran piora no hospital. Alex e Chico tentam encontrar Manu e descobrir a verdade sobre outra festa.                                                            |                               |               |                               |                     |
| 5 | "unfollow"                    | Juliana Rojas | Esmir Filho & Juliana Soares  | 17 de julho de 2020 |
| Os jovens de Progresso ficam mais rebeldes. Alex e Chico levam Fran para a aldeia. Alex descobre um segredo de família.                                        |                               |               |                               |                     |
| 6 | "ESTAMOS TODOS DOENTES"       | Juliana Rojas | Esmir Filho & Marcelo Marchi  | 17 de julho de 2020 |
| Um vídeo de Chico se espalha rapidamente e provoca um ataque violento. Alex expõe a origem da doença. Pais e mães de Progresso se unem para curar seus filhos. |                               |               |                               |                     |

## Produção

### Desenvolvimento
A Netflix anunciou, no dia 25 de junho de 2019, mais uma produção nacional: Boca a Boca, uma série de seis episódios de 45 minutos criada pelo cineasta Esmir Filho.
Esmir Filho é o showrunner de Boca a Boca, e assina a direção, ao lado de Juliana Rojas. Esmir e Rojas escrevem os roteiros ao lado de Marcelo Marchi, Jaqueline Souza e Thais Guisasola.
Boca a Boca é o segundo projeto em parceria com a produtora Gullane (a primeira é Ninguém Tá Olhando, de Daniel Rezende). Nesta empreitada, a produção contou também com a valiosa contribuição da Fetiche Features.

### Filmagens
As filmagens foram realizadas na Cidade de Goiás.

## Lançamento
Em 23 de junho de 2020, a Netflix lançou o trailer oficial da série.